# エモ
エモ（英: emo[ˈiːmoʊ]）は、ロックの形態の一種である。精神的・音楽的にハードコア・パンクにルーツを持つことから、エモーショナル・ハードコアと呼ばれることもある。

## 概要
エモはメロディアスで感情的な音楽性、そしてしばしば心情を吐露するような歌詞によって特徴付けられるロック・ミュージックの1スタイルである。ワシントンD.C.の1980年代のハードコア・パンクのムーブメントに起源を持ち、そこでは「エモーショナル・ハードコア」や「エモコア」といった名前で知られており、Rites of SpringやEmbraceといったバンドがパイオニアである。
その音楽スタイルは現代のアメリカのパンク・ロック・バンドの多くに模倣されているが、そのサウンドや意味するところは変容している。ポップ・パンクとインディー・ロックを混ぜあわせ、1990年代初頭にはJawbreakerやSunny Day Real Estateといったのグループによって形成された。1990年代中頃には、数多くのエモのパフォーマーがアメリカ中西部や中央部に出現し、いくつかの独立系レコードレーベルがエモに特化し始めた。
2000年初頭にはジミー・イート・ワールドやDashboard Confessionalがプラチナセールスを獲得、「スクリーモ」というサブジャンルも出現するなど、エモはメインストリートのカルチャーに進出した。近年では「エモ」という言葉は、ビッグセールスをたたき上げるアーティストも含めてスタイルもサウンドも非常に異なった様々なアーティストに対して批評家やジャーナリストが使用している。
音楽に加えてしばしば「エモ」は、より一般的にファンとアーティスト固有な関係を指し示すために使用され、関連するファッション、カルチャー、ライフスタイルの側面を記述されるためにも使用される。
本ジャンルやそれに近しい音楽性を形容する際に用いられた「エモい」という俗語が、そこから転じて感傷的、情緒的、得も言われぬ感情を表す形容詞として若者言葉として定着した。

## 歴史
マイナー・スレット、フガジ、ダグ・ナスティ、ジョーボックスなどのワシントンD.C.周辺 - ディスコード・レーベルを中心とした1980年代のUSハードコアを源流とするDIYな活動、オルタナティブな音楽性からの影響を公言するバンド達が1990年代半ば頃からエモと呼ばれ始めた。
この呼称は、ワシントンD.C.のハードコアパンク20年史ドキュメント『Dance of Days』（Mark Andersen & Mark Jenkins、2001年）によれば、スケートボード誌スラッシャーがイアン・マッケイ（マイナー・スレット、フガジの中心人物、ディスコード主宰者）らD.C.のハードコアパンクの新しいサウンドを指してemo-coreと呼んだことに由来する。当時フガジの前身エンブレイスで活動していたマッケイがこれに激怒して"EMOCORE is STUPID"と言い放った1986年の映像はユーチューブなどで流布しており、彼自身がエモコアというネーミングを拒否したが、1990年代半ば以降、この語はインディーロックサウンドとともにインターネット経由で広まっていった。
最初に「エモ」として全米で知られたバンドはシアトルのサニー・デイ・リアル・エステイト (Sunny Day Real Estate) で、このバンドが契約していたインディーレーベル（当時）サブ・ポップ (Sub Pop) が1980年代後半のシアトルのアングラシーンをグランジという名で世界に紹介した仕掛け人だったこともあり、エモもグランジ同様に、ジャンルというよりはメディア用のラベルではないかという印象が当初から拭えなかった。
実際、グランジ・ファッションならぬエモ・ファッションの議論は1990年代の早い時期からはじまっている。ただし、シアトル・シーンと1980年代からアンダーグラウンドで交流の深かったD.C.のバンドがこのようなラベル付けに冷淡だったことや、後付けの音楽性定義の試みが直ちに諸論噴出につながるネット時代の環境のため、グランジ以上に定義が曖昧なまま、必ずしもハードコアパンクと関係のないさまざまなバンドにこの語が拡散して行くことになった。
1990年代後半にゲット・アップ・キッズやアット・ザ・ドライブインが注目を浴びるようになって徐々にシーンが広がり始めた後、1995年からメジャー契約をしながらもメディア露出を控え、ツアー中心のインディーバンド的活動で徐々にファン層を拡大させたジミー・イート・ワールドは、1999年のアルバム『クラリティ』で実力派エモバンドとしての評判を確定し、さらに2002年にはビルボードHot100で5位に食い込むなど、メジャーシーンでも知名度を上げた。この結果、それまで慎重だったメジャーレーベルも次々とアメリカ各地のインディーバンドをデビューさせ、またインディーレーベルの中にもジミー・イート・ワールド影響下で人気バンドを複数抱えて商業的に成功するレーベルも現れるようになる。
日本では、ブラッドサースティ・ブッチャーズ やイースタン・ユースなど札幌のバンドが1980年代後半からD.C.のバンドの影響下にあったが、「エモ」という語の使用は1990年代後半以降である。アメリカでジミー・イート・ワールドなどメジャーシーンにもエモが進出した1999年頃には、一般の音楽雑誌で紹介記事が書かれるようになった。

### 2000年以降
インターネットの普及が進み、若年層でもネット利用が日常化する中、マイスペースのようなSNSをフルに活用し、ライブハウスでの長期ツアー活動を主体とする比較的安上がりなプロモーションで、多くの人気バンドが生まれ続けることになった。マイスペースで数十万単位から100万を超えるメンバーのコミュニティーを持つバンドも数多い。英米の雑誌メディアも、「エモ」をめぐる記事を量産し、これがネット経由で再び増幅するという現象が続いた。
2006年には、イギリスの大手タブロイド紙デイリー・メールが、ゴシック・ファッションの一種としてエモ・ファッションを紹介し、ゴシック・ロック世代の親に対して子供たちのエモ志向を自殺性向に結び付けて警告する記事を掲載した（2006年8月16日付け）。2007年2月には、米ノースダコタ州のローカル局WDAZ-TVが同様に青少年に有害な性向としてエモを紹介したニュースクリップがYouTubeに掲載されてネットで反響を呼び、さらに5月にはFOXニュースが「エモ・シーン・キッズ」としてライブハウスに集まる青少年とそのファッションや、メタル・パンクからの迫害を報道した。このような報道ではメタル系の音楽もしばしば使われ、かつてのマリリン・マンソンを思わせる反応となっている。メタル中心の英音楽誌『ケラング!』がメタルコアと並んでマイ・ケミカル・ロマンスのようなバンドを紹介していることも、現在のメジャー音楽シーンにおける「エモ」の位置づけを象徴している。
日本では、エモ・バンドは主に小規模なライブ・ハウスで演奏している。エモは音楽メディアでは、ギターロックと対置されやすい扱いになっている。言語の壁もあり、英米のエモの普及は限定的である。

## 音楽の特徴
音楽性は多様的で定義も曖昧であるが、疾走感がありラウドなギターをベースにしたバンドサウンド（ギター、ベース、ドラムによる編成である。ハードコアやパンクで使われる楽器での演奏）に鍵盤楽器の演奏（キーボード、 シンセサイザーなど）を用いて、哀愁のあるメロディと情緒的なボーカルを乗せるといったスタイルを特徴とする。エモーショナルで絶叫するようなボーカルパートを持つエモバンドは、エモの一種であるスクリーモにカテゴライズされる場合が多い。 
そういったサウンドにプログレッシヴ・ロック、 ニュー・ウェイヴ 、 エレクトロニカ、 アンビエント・ミュージック、グランジ、 オルタナティヴ・ロック、ギターポップ、ポップ・パンク、フォークロックなど色々なサウンドからのサウンド的影響を受けている。

### 歌詞
インディーロックに共通の特徴として、歌詞はアーティスト自身の経験に根ざした表現が優先されしばしば内省的であり、社会問題に触れる場合でも個人の体験からの訴えという形を取るという傾向がある。英語圏での「ジャンル」の紹介ではこのことがしばしば触れられ、ティーン向けポップメディアでは自殺や自傷行為をテーマにするものがあるとしてセンセーショナルに取り上げられることもある。日本でこのジャンルの紹介の初期において、音楽的には無関係といってよいUKのザ・スミスが例にあげられたのも、このような英米メディアの影響が考えられるが、一般的には日本では歌詞をジャンルの特徴とすることは少ない。

### 「エモーショナル」と「男らしさ」
エモと分類される音楽に関する議論がわかりにくい原因のひとつは、英語圏白人文化で emotional という語が単に「感情の」だけでなく、「感情的な、クールでない」という意味で、男性の女々しさを非難する語として使われやすいという事情がかつてあった。ニクソン批判を取るかマスキー批判を取るか：1972年の大統領選で民主党有力候補だったエドマンド・マスキー上院議員は、リチャード・ニクソンの罠にひっかかり、予備選で涙を流したことをメディアで大きく報道され、予備選からの撤退に追い込まれたが、このときの発言は、emotionalと形容されている。1990年代半ばの「エモ」の興隆期には、女々しい「エモ」と女々しくない「エモコア」を区別しようとする試みが見られた。
ただ、21世紀には女々しいという言葉は男性優位主義（女性差別）と解釈され、新聞・テレビなどのメディアでは放送回避の対象となっている。エモだけでなく、エモコア、パンク・ロック、ハードコア・パンクも含め、放送禁止用語のタブーではなく、メディアがタブーとしている権力批判、ネオリベラリズム、ファシズム、戦争反対、ナチズム批判こそ、オルタナティブ・ロックの真骨頂と存在意義とも言える。

## 派生ジャンル

### エモバイオレンス
エモバイオレンス(Emoviolence)はスクリーモ及びパワーバイオレンスから派生したジャンルである。エモバイオレンスという名称は、イン/ヒューマニティが冗談交じりに発言したものが広がったというのが通説である。日本ではしばしば"激情系ハードコア"と称される。
音楽的特徴としては、フィードバック奏法とブラストビートの融合、およびハードコア的な素早いテンポによる演奏、スクリーモ的なシャウティングなどがあげられる。Pg. 99やイン/ヒューマニティなどのバンドがこのジャンルの先駆けとされている。
スクリーモ的な要素の他に、変拍子の採用や、ハーモニカなどの特殊な楽器の導入、音量を抑えたボーカルなど、ポストロックとの迎合を図るバンドも散見される。ピアノス・ビカム・ザ・ティース、シティ・オブ・キャタピラー、フューネラル・ディナー、envyなどのバンドがその好例である。こういった音楽性から、たびたびポスト・ハードコアやカオティック・ハードコアなどの近似するジャンルと混同されたり、あるいは同一視されることも少なくない。

### エモ・ポップ
エモ・ポップ（Emo pop)またはエモ・ポップ・パンク（Emo pop punk）とは、エモとポップ・ミュージック双方の特徴を擁するジャンルである。従来のエモ（エモコア）に比べ、よりわかりやすく、大衆に受容されやすい趣となっている。オール・ミュージックはこのジャンルを、思春期の苦悩や煩悶に満ちた歌詞を、リズミカルなギターの演奏と共に、ピッチの高いメロディで歌い上げるものだと定義している。
グランジの衰退から、聴衆の関心が徐々にエモに集まり始めた1990年代中期に、エモ・ポップはウィーザーなどのバンドの出現によって発生した。2001年にジミー・イート・ワールドのリリースした『ブリード・アメリカン』（Bleed American）およびシングル曲の『ザ・ミドル』（The middle）は、このジャンルのパイオニアとされるウィーザーの『グリーン・アルバム』（Weezer）などと共にシーンの中で大きな成功を収め、「蘇った新世代のポップ・パンク」として注目を浴びた。
2000年代中期から現在にかけては、フォール・アウト・ボーイやパニック!アット・ザ・ディスコ、パラモアなど、数々のバンドが登場し、シーンを盛り上げている。

### エモ・ラップ
2010年代頃からアメリカ合衆国を中心に出てきた、エモとヒップホップを融合させたジャンルである。

## エモに分類されるバンド
| - American Football（アメリカン・フットボール） - The Appleseed Cast（アップルシード・キャスト） - The Ataris（アタリス） - At The Drive-In（アット・ザ・ドライヴイン） - Braid（ブレイド） - Brandtson（ブランソン） - Burning Airlines（バーニング・エアラインズ） - Cap'N Jazz（カップン・ジャズ） - Cursive（カーシヴ） - Dag Nasty（ダグ・ナスティー） - Drive Like Jehu（ドライヴ・ライク・ジーヒュー） - Elliott（エリオット） - Further Seems Forever（ファーザー・シームス・フォーエヴァー） - Garden Variety（ガーデン・バラエティ） - The Get Up Kids（ゲット・アップ・キッズ） - Hot Water Music（ホット・ウォーター・ミュージック） - Jawbox（ジョーボックス） - Jawbreaker（ジョーブレイカー） - Jejune（ジェジューン） - Jets to Brazil（ジェッツ・トゥ・ブラジル） - Jimmy Eat World（ジミー・イート・ワールド） - Joshua（ジョシュア） - Last Days Of April（ラスト・デイズ・オブ・エイプリル） - Lifetime（ライフタイム） - Mineral（ミネラル） - Owls（オウルズ） - Piebald（パイボールド） - Portraits Of Past（ポートレイツ・オブ・パスト） - Penfold （ペンフォールド） - The Promise Ring（ザ・プロミス・リング） - Q And Not U（キュー・アンド・ノット・ユー） - Rainer Maria（レイナー・マリア） - Reggie & The Full Effect（レジー・アンド・ザ・フル・エフェクト） - Rites Of Spring（ライツ・オブ・スプリング） - Samiam（サマイアム） - Saves The Day（セイヴズ・ザ・デイ） - Seaweed（シーウィード） - Sense Field（センス・フィールド） - Silver Scooter（シルヴァー・スクーター） - Small Brown Bike（スモール・ブラウン・バイク） - Starmarket（スターマーケット） - The Stereo（ステレオ） - Sunny Day Real Estate（サニー・デイ・リアル・エステイト） - Texas is the Reason（テキサス・イズ・ザ・リーズン） - Weezer（ウィーザー） | - The Academy Is...（ジ・アカデミー・イズ） - The All-American Rejects （オール・アメリカン・リジェクツ） - Anberlin（アンバーリン） - Automatic Loveletter（オートマティック・ラヴレター） - Boys Like Girls（ボーイズ・ライク・ガールズ） - The Cab（ザ・キャブ） - Circa Survive（サーカ・サバイブ） - Copeland（コープランド） - Classic Case（クラシック・ケース） - Dashboard Confessional（ダッシュボード・コンフェッショナル） - Daphne Loves Derby（ダフニー・ラヴズ・ダービー） - Dream State（ドリーム・ステイト） - Elliot Minor（エリオット・マイナー） - Fall Out Boy（フォール・アウト・ボーイ） - Forever The Sickest Kids（フォーエヴァー・ザ・シッケスト・キッズ） - Go Radio（ゴー・レディオ） - The Higher（ザ・ハイヤー） - Ivoryline（アイヴォリー・ライン） - Last Winter（ラスト・ウィンター） - Mae（メイ） - Making April（メイキング・エイプリル） - Mayday Parade（メイデー・パレード） - Metro Station（メトロ・ステーション） - Motion City Soundtrack （モーション・シティ・サウンドトラック） - National Product（ナショナル・プロダクト） - Owl City（アウル・シティ） - Panic At The Disco（パニック!アット・ザ・ディスコ） - Paramore（パラモア） - PLAIN WHITE T'S（プレイン・ホワイト・ティーズ） - Quietdrive（クワイエット・ドライブ） - Sherwood（シャーウッド） - Sing It Loud（シング・イット・ラウド） - Taking Back Sunday（テイキング・バック・サンデイ） - There For Tomorrow（ゼア・フォー・トゥモロー） - Vanilla Sky（バニラスカイ） - Waking Ashland（ウェイキング・アッシュランド） - We The Kings（ウィー・ザ・キングス） - We Shot The Moon（ウィー・ショット・ザ・ムーン） |

### 日本
- akutagawa（アクタガワ）
- BEYONDS（ビヨンズ)
- bloodthirsty butchers（ブラッドサースティ・ブッチャーズ）
- bluebeard（ブルービアード）
- blue friend（ブルー・フレンド）
- cowpers（カウパァズ）
- eastern youth（イースタン・ユース）
- envy（エンヴィー）
- fOUL（ファウル）
- heaven in her arms（ヘヴン・イン・ハー・アームズ）
- HUSKING BEE（ハスキング・ビー）
- Killie（キライ）
- Kiwiroll（キウイロール）
- Kurala（クララ）
- LOSTAGE（ロストエイジ）
- NAHT（ナート）
- NEXT-STYLE（ネクスト・スタイル）
- Nine Days Wonder（ナイン・デイズ・ワンダー）
- SPIRAL CHORD（スパイラル・コード）
- THIS WORLD IS MINE（ディス・ワールド・イズ・マイン）
- Fools In the Castle (フールズ・イン・ザ・キャッスル)
- MOROHA (モロハ)